# Ігор Крутоголов
Ігор Крутоголов (нар. 1976, Ташкент, Узбекистан) — ізраїльський музикант, композитор, мультиінструменталіст, співак, музичний продюсер, графічний дизайнер, художник, лідер та засновник гуртів Kruzenshtern & Parohod («KIP») та Igor Krutogolov's Toy Orchestra.

## Біографія
Ігор Крутоголов народився 1976 року в Ташкенті, столиці Узбекистану. Любов до музики виявилася у віці 12 років після прослуховування Восьмого квартету Шостаковича. У 1989 році грав на ударних у панк-групі в Ташкенті. Після закінчення школи у 1992 році емігрував із батьками до Ізраїлю.

## Музична кар'єра

### Рання творчість
Творчий шлях музиканта Ігор Крутоголов почав невдовзі після репатріації до Ізраїлю. Починаючи з 1997 року він активно працює на ізраїльській інді-сцені під псевдонімом Igor18 як композитор, бас-гітарист, вокаліст, а також дизайнер обкладинок для альбомів. У цей період Крутоголов співпрацює з багатьма ізраїльськими музикантами, такими як Руслан Гросс, Вадим Гусіс, Віра Агніволок, Слава Смеловський, Антон Вайс та ін., грає на бас-гітарі, ударних, експериментує з нестандартними музичними інструментами (пила, смичок, дитячі іграшки). Разом зі своїм приятелем Русланом Гроссом, кларнетистом і басистом «Rabies Caste», з яким познайомився в 1995 році, бере участь у експериментальному проекті «The Crossfishes», що об'єднав ізраїльських андеграундних музикантів і записував живі імпровізаційні концерти у стилі нойз і джаз. Також грає на бас-гітарі у складі гурту «Агніволок» та пише музику для альбому «Скульптор», який виходить у 2002 році на німецькому лейблі «Stateart» на вінілі, тиражем у 500 екземплярів. У 2006 році альбом був перевиданий ізраїльським лейблом «Eastern Front». Крутоголов також бере участь у записі альбому «Cherries» у складі гурту «Агніволок», записаного у 2001 році та виданого у 2006 році на «Eastern Front». Другий трек альбому, «The Golden Skull», вийшов у липні 2002 року на збірці ізраїльської постіндустріальної музики «Tel Aviv Aftermath», першому релізі ізраїльського лейбла «Topheth Prophet». На цій же збірці випущені й інші спільні роботи Крутоголова: «Make Law» у складі гурту «New Jerusalem Defense Force», трек «Live 23.10.2001», частина живого виступу «The Crossfishes», а також визначний сольний трек Крутоголова — «About A Man Falling Apart». Також Крутоголов випускає сольні треки на збірниках електронної музики: «Hunt For Butterflies» та «-+» — на збірнику «Intercontinental Zvukoprocessing» (2004) і трек «Gurtuk» — на збірці «Grannittin» (2006). У 2005 році Крутоголов бере участь у записі живого концерту за участю «The Crossfishes» у клубі «Vortex» у Тель-Авіві, що вийшов на збірці «Noisemass 2005» (2006). У 2006 році Крутоголов випускає альбом «Festivemood» на німецькому лейблі «Apocalyptic Radio» обмеженим тиражем у 50 екземплярів (запис живого виступу з Русланом Гроссом та Антоном Вайсом у Тель-Авіві).
Ігор Крутоголов тісно співпрацює з ізраїльським музикантом Вадимом Гусісом («Chaos As Shelter») у низці електронних проектів. У 2002 році музиканти записують альбом «Locust Wind» на італійському лейблі «Pre Feed». У 2003 році Крутоголов і Гусіс об'єдналися з американським музикантом Девідом Браунстедом («Tidal») і випустили альбом «Ingathering of Exile» на американському лейблі «Ground Fault Recordings». У тому ж році до них приєднався Ерік Вуд (Bastard Noise) для запису альбому «The Geometry of Soul», що був виданий на «Topheth Prophet» у липні 2003 року. Також Крутоголов спільно з Вадимом Гусісом записується на збірниках електронної та індустріальної музики «Infernal Proteus» (2002) та «Tonal Destruction [II]» (2003), які було видано на американських лейблах.
У 2005 році Крутоголов і Гусіс беруть участь у експериментальній колаборації гурту Grundik+Slava із ізраїльською співачкою Вікторією Ханною на альбомі «Frogs» (2005), спільному релізі «Topheth Prophet» та «Auris Media Records». Імпровізаційні записи вокалістки комбінуються з синтезаторною ембієнт-електронікою, нойз-імпровізаціями, дрон-органікою, трайб-етнічною ритмікою. Крутоголов також бере участь у записі живого джазового концерту «Live at Levontin 07.04.2008» (2009) спільно з Грюндиком Косянським і Славою Сміловським («Grundik+Slava»).
У 2009 році Крутотолов бере участь у проекті Вадима Гусіса «Thunderwheel» і записує два альбоми: «Credo» (2009) і «Lumberjack Blues» (2010). Останній також виходить на вінілі. Альбом «Credo» отримав позитивні рецензії, що вийшли у низці музичних видань різними мовами. На обох альбомах звучить бас-гітара, гітара, перкусія та вокал Крутоголова.

### Подальші спільні проекти
Ігор Крутоголов бере активну участь в авант-рок і джазових фестивалях та імпровізаційних концертах спільно з японськими та ізраїльськими джазовими музикантами: Кадзутокі Умэдзу, Тацуєю Йосідою, Асіфом Цахаром, Хагаєм Ферштманом (Monotonix), Даніелем Сарідом, Аріелем Армоні, Аріелем Шиболетом, а також з японським експерименталістом Казуюкі Кішино (KK Null). Деякі з живих імпровізаційних концертів були видані у вигляді альбомів: «Live in The Head» (2008) — спільно з японським барабанщиком Тацуєю Йосідою та ізраїльським саксофоністом Асіфом Цахаром, «Hot Exhaust» (2010) та «Cold Exhaust» (2020) — з Асіфом Цахаром та ізраїльським барабанщиком Хагаєм Ферштманом, «Live At Levontin 7» (2012) — із ізраїльським піаністом Даніелем Сарідом та ізраїльським барабанщиком Аріелем Армоні, «Quit Silence» (2020) — із ізраїльським саксофоністом Аріелем Шиболетом.
Ігор Крутоголов записав кілька альбомів з японським письменником і експериментатором Кендзі Сіраторі: «Chaos Cell», «Ancient Device» (2009), «Archaic Sky» (2009), «WHNZ: 15: KATER» («Dark Water») (2010). Це розповіді, начитані Кендзі Сіраторі під електронний дарк-ембіент Крутоголова (орган, акустична гітара, струнні інструменти, перкусія, звукові ефекти).
У 2013 році Крутоголов бере участь у записі альбому «Гора гаслама!» ізраїльської панк-рок-клезмер групи Га-Білуїм, на пилі та ріжку.
У 2018 році Крутоголов записує експериментальну 12-хвилинну кавер-версію пісні «Весела розмова» спільно з ізраїльською співачкою Світланою Бень для триб'ют-альбому «Весела розмова» (2018), присвяченого Олександру Галичу.
Ігор Крутоголов тісно співпрацює з російським музикантом-перформансистом Псоєм Короленком у низці проектів. У складі ізраїльського авант-фолк-проекту «Psoy & Oy Division» (на пилі) бере участь у записі та презентації альбому «Dicunt» (2013) спільно з панк-клезмер гуртом «Oy Division» Ноама Енбара («Га-Білуїм»). Презентація альбому відбулася 22 серпня 2013 року у Москві. У складі проекту «Psoy & The Israelifts» (на пилі та бас-гітарі зі смичком) бере участь у записі альбомів «Goy Hands» (2017) та «Equine Canine Soldier Whore» (2017). Презентація альбому «Equine Canine Soldier Whore» відбулася на збірному концерті, присвяченому п'ятдесятиріччю Псоя Короленка, 29 квітня 2017 року в Тель-Авіві. На цьому ж концерті були представлені композиції з альбому «HHHH № 2 ПППП» (2015), спільного проекту Ігора Крутоголова та Псоя Короленка у новому експериментальному жанрі «ПППП» — Пісенно-Поетичний Пів-Перформанс (Крутоголов на пилі, фортепіано, голос, шумові ефекти). У 2020 році Крутоголов бере участь у записі альбому «The Unternationale: The Fourth Unternational» (2020) для проекту «Daniel Kahn, Psoy Korolenko, Oy Division» (перкусія, шумові та звукові ефекти) спільно з «Oy Division» та німецькою клезмерською групою Daniel Kahn & the Painted Bird.

### Сольні альбоми
Ігор Крутоголов випустив три сольні альбоми: експериментальний нойз «Muzika Elektronika» (2005/2006), що вийшов на чотирьох лейблах («Esc.rec.», Нідерланди; «T'an!Kaven!!Ash!!!», Ізраїль; «Operator Produkzion», Росія; «Heart Shaped Box Prod.», Росія), неокласичний ембіент «White» (2006), спільний реліз «Topheth Prophet» і «Auris Media», та електронний «1970s Uzbek Electronic Music» (2019), виданий на аудіокасетах.

### Крузенштерн та пароплав
У 2002 року Крутоголов засновує групу «Крузенштерн та пароплав»: Ігор Крутоголов (бас, вокал), Руслан Гросс (кларнет), Гай Шехтер (ударні). Дебютний альбом гурту «The Craft of Primitive Klezmer» вийшов у 2003 році на ізраїльському лейблі «Auris Media Records» і супроводжувався кількома виступами в Ізраїлі та Європі. Альбом мав великий успіх, його порівнювали з кращими записами серії Radical Jewish Culture, що видавалася на лейблі «Tzadik» Джона Зорна.
У листопаді 2004 року «Auris Media Records» випускає бутлег гурту, «Live In Karaganda», виступ, записаний у клубі «Барбі» в Тель-Авіві 30 листопада 2004 року. Бутлег був випущений на CDr і був розпроданий обмеженим тиражем у 27 копій, кожна з яких супроводжувалася унікальною обкладинкою, розробленою Крутоголовим. Того ж місяця вийшов другий альбом гурту — «Songs». Усі пісні для альбому написані Крутоголовим (крім кавера на пісню Джона Зорна «Мехолалот»). Над створенням альбому працював ізраїльський звукорежисер Уді Кумран («Авак»).
У 2005 році «Крузенштерн та пароплав» записують живий альбом у репетиційній студії «Noize Rehearsal Studios». Альбом виходить у 2012 році під назвою «Noize 2005».
У жовтні 2006 року гурт випускає спліт із французьким дуетом «Vialka». До групи приєднується Ольга Єленська на акордеоні. Спільний виступ двох груп та презентація спліт-альбому відбулася 27 листопада 2006 року у клубі «Левонтін 7» у Тель-Авів.
У лютому 2008 року було записано спільний імпровіаційний виступ «Крузенштерн та пароплав» з українським експериментальним гуртом «… и Друг Мой Грузовик» та видано у вигляді альбому «Melekh» (2008) під спільним ім'ям «Gruzovik i Kruzenshtern».
У 2008 році Крутоголов задумує створення опери від імені вигаданого композитора Зеліга Рабічняка і записує альбом «Love for Three Cockroaches» спільно з польським гуртом «Mitch & Mitch». У записі також взяли участь кларнетист Руслан Гросс («Крузенштерн і пароплав») і акордеоніст Борис Марциновський (Charming Hostess, «Panic Ensemble»). Прем'єра альбому відбулася 17 грудня 2009 року на польському фестивалі «OFF Festival» у Катовіце, Польща. Альбом вийшов 2010 року і отримав захоплені відгуки. Буклет альбому містить докладну історію життя та творчості Зеліга Рабічняка — спеціальний додаток, створений та оформлений Ігорем Крутоголовим.
У 2008 році до групи приєднується акордеоніст Борис Марциновський. Також значно оновлюється музичний матеріал. Гурт відходить від єврейсько-клезмерських мотивів, музика стає складнішою, виявляючи багатогранність композиторського таланту Крутоголова. У грудні 2008 року гурт записує альбом, що вийшов 2012 року під назвою «The Hidden Album». У цей час група записує експериментальний альбом у стилі хардкор-джаз-клезмер разом із американським музикантом Юджином Робінсоном (Oxbow), що вийшов на платівці «Hidden Album Volume II» у 2015 році.

### KIV Orchestra
У 2012 році гурт «Крузенштерн і пароплав» об'єднується з Маріліз Фрешвіль та Еріком Борошем із дуету «Vialka» у спільний проект «KIV Orchestra». Група вирушає в тур країнами Європи (Франція, Бельгія, Німеччина, Польща, Чехія, Швейцарія) і записує три альбоми: «La Roue» (2012), «Extension» (2013) і «Whole» (2013). У рамках європейського туру музиканти групи беруть участь у зйомках фільму про 22-й Фестиваль ізраїльської культури в Кракові, створеного ізраїльським музикантом Офіром Кутіелем (Кутіман) для проекту «Thru-City».

### KIP
У листопаді 2015 року «Крузенштерн та пароплав» записують альбом «HYMNS» на студії «DTH Studios» у Москві, Росія, після чого відбулася концертна прем'єра альбому у Культурному Центрі «ДІМ» у Москві. Матеріал альбому кардинально відрізняється від попередніх альбомів, тому гурт змінює назву на абревіатуру «KIP». Зведення та мастеринг виконав Джеймс Плоткін. У складі групи знову троє учасників: Крутоголов, Гросс та Шехтер.
У 2020 року виходить альбом «Songs of Love». Другий трек альбому, «#2», попередньо вийшов на металевому збірнику «Milim Kashot. Vol. 2». Альбом був визнаний одним із найкращих метал-альбомів 2020 року за версією видання «Machine Music».

### Федоров та Крузенштерн
У 2013 році гурт «Крузенштерн та пароплав» записує спільний альбом із лідером гурту «АукцЫон» Леонідом Федоровим на вірші Дмитра Озерського — «Бути скрізь» (Быть везде). Презентація альбому відбулася 6 вересня 2013 року в Москві (клуб «Гоголь») та 7 вересня в Пітербурзі (клуб «А2»), Росія. Презентацію у петербурзькому клубі «А2» було видано на DVD у 2014 році. Альбом вийшов під спільним ім'ям «Федоров та Крузенштерн». Ця колаборація стала початком тривалої та плідної співпраці Ігора Крутоголова та Леоніда Федорова.
- У 2015 році виходить спільний альбом Крутоголова і Федорова «Вибух квітів» («Взрыв цветов») на вірші Дмитра Аваліані[ru] та Дмитра Озерського. Альбом записано у кілька етапів як результат живих імпровізаційних виступів. Музика на альбомі належить перу обох музикантів[50]. Презентація альбому відбулася у Тель-Авіві, Москві та Санкт-Петербурзі у 2015 році. Цього ж року виходить міні-альбом «У траві» («В траве»), що складається з двох композицій — «У траві» і «Вибух квітів», записаних у студії у дещо іншому вигляді, ніж на альбомі «Вибух квітів»[51].
- У 2016 році Крутоголов бере участь в ізраїльській презентації альбому Леоніда Федорова «Псалми»[52]. Альбом складається з пісень на тексти шести старозавітних псалмів, переведених поетом Анрі Волохонським[53].

Починаючи з 2018 року творчий тандем Ігора Крутоголова та Леоніда Федорова (дует «Федоров та Крузенштерн») записує кілька альбомів поспіль:
- «Сталість веселощів і бруду» («Постоянство веселья и грязи») (2018) на вірші Данила Хармса. Ідея записати альбом належить Ігорю Крутоголову, який написав чотири пісні для альбому повністю та чотири спільно з Федоровим. На альбомі присутній вокал Крутоголова. У створенні та запису альбому також брала участь Лідія Федорова[54]. Презентація альбому відбулася 6 квітня 2018 року у Центральному будинку художника[ru] у Москві та 8 квітня у Санкт-Петербурзі у клубі Ерарта[ru]. За день до петербурзької прем'єри у різних місцях Петербурга з'явилися 14 мішків (за кількістю треків у альбомі), у яких були диски з автографами. Мішки були розставлені за знаковими для Хармса адресами[55]. У 2018 році виходить кліп на пісню «Гвідон».
- «Гімн чумі» («Гимн чуме») (2019) на вірші А. С. Пушкіна (такі, що здебільшого не видавалися)[56]. У записі альбому також взяли участь Володимир Мартинов на фортепіано, Руслан Гросс (KIP[ru]) на кларнеті та Лідія Федорова (вокал). Виходять кліпи на пісні «Гімн чумі», «Талісман» та «Квітка»[57][58].
- «З неба та води» («Из неба и воды») (2019) на вірші Дмитра Озерського. Музика створена спільно Ігорем Крутоголовим та Леонідом Федоровим вже традиційним для тандему імпровізаційним способом. Автори альбому намагалися домогтися того, щоб пісні якнайменше були схожі одна на одну, як композиційно, так і в записі; звучали якомога різноманітніше. «Звуки, чи то записані в чистому вигляді на диктофон, мелодії з класичних творів, розмови на вулиці чи мелодія, перекладена музикантом на гітарну партію, — все це в результаті сплітається в одне звукове полотно, яке плавно виходить одне з іншого, записане з першого дубля або зігране „на випадок“. Робота Федорова-Крутоголова несе на собі відбиток миттєвості, почутої як би „один раз“»[59]. Презентація альбому «З неба та води» відбулася 19 грудня 2019 року в клубі «Морзе» (Санкт-Петербург) та 21 грудня у клубі «16 тон» (Москва)[60].
- «Блейк» (2020) на вірші Вільяма Блейка у перекладі Олександра Дельфінова[ru] та Андрія Смурова[61]. До альбому входять 18 пісень з додаванням до кожного малобюджетних відеокліпів, створених під час карантину COVID-19[62]. Музика написана у співавторстві з Леонідом Федоровим. На кількох треках присутній вокал Крутоголова. Також Крутоголов задіяний у відеокліпах «Хвора троянда», «Посмішка», «Дитяче захоплення».
- «Ашера» (2023) на поему «Пісні зрубаної Ашери» ізраїльського поета та культуролога Михайла Короля[ru][63]. Крутоголов та Федоров пишуть музику у своїй традиційній манері, надаючи кожному треку неповторне звучання та стиль. Кожну пісню присвячено певному богу угаритського пантеону[ru]. Альбом згодом став саундтреком для однойменного фільму-балету у постановці хореографа Анни Озерської[64]. (див. нижче Робота в театрі та кіно)

### Іграшковий оркестр Ігора Крутоголова

#### Igor Krutogolov's Karate Band
У 2005 році Ігор Крутоголов заснував іграшковий оркестр «Igor Krutogolov's Karate Band». Ідея проекту полягала у створенні музики лише за допомогою іграшкових музичних інструментів та іграшок. До складу групи увійшли 11 учасників: Ігор Крутоголов (композитор, іграшкова гітара, іграшковий кларнет, вокал), Руслан Гросс (іграшкова гітара), Гай Шехтер (іграшкові барабани), Ольга Єленська (іграшкові клавішні), Ідо Азарія (іграшковий кларнет), Віктор Левін (іграшковий кларнет), Леонід Улицький (іграшковий саксофон), Григорій Бадо (іграшкова труба), Тетяна Богославська (іграшковий ксилофон), Ейнав Коен (гумові іграшки) та Шеллі Дублінські (гумові іграшки). Перший виступ групи відбувся 7 квітня 2005 року у клубі «Зелений єнот» у Тель-Авіві після літературного вечора письменника Володимира Сорокіна.
Цього ж року вийшов перший альбом гурту — «Children 4 Muzik». Музика на альбомі представлена різними стилями та описана як експериментальна шумова комедія. У листопаді 2005 року гурт виступив із новим альбомом на фестивалі авангардної музики у клубі «Zappa» у Тель-Авіві.
У 2006 році гурт записує 56-хвилинну кавер-версію на композицію «Consume Red» японського музиканта Отомо Йосіхіде, випущену у вигляді альбому «Plays Ground Zero: Consume Red» у 2021 році під час пандемії COVID-19.
У 2014 році гурт випускає альбом «How to Be a Crocodile». Презентація альбому відбулася 27 лютого 2014 року у клубі «Левонтін 7» у Тель-Авіві. Група записує пісні на тексти вигаданою мовою, написані Ігорем Крутоголовим під псевдонімом Mursulik. До альбому також увійшла пісня на вірші Данила Хармса «Журавлі та кораблі». Альбом записаний в оновленому складі: Ігор Крутоголов (іграшкова гітара, вокал, іграшковий акордеон, іграшкові шумові ефекти), Гай Шехтер (іграшкові барабани), Віктор Левін (іграшковий кларнет), Міхай Чарнеа (іграшковий кларнет) Дрор Пікельний (іграшковий кларнет), Ніл Кальман (іграшковий кларнет, іграшкова труба), Слава Френклах (іграшкові клавішні, іграшкове фортепіано), Нив Маджар (іграшковий глокеншпіль, іграшковий ксилофон, гумові іграшки) та Інбар Лівне Бар-Он (вокал). Всю музику на альбомі написав Ігор Крутоголов.

#### Igor Krutogolov's Toy Orchestra
У 2017 році до іграшкового оркестру приєднується вокалістка Ям Умі, солістка електронної хардкор-групи «Killing Machine». Завдяки голосу Ям гурт набуває нового звучання та змінює назву на «Igor Krutogolov's Toy Orchestra». Група записує платівку «Roots Over Roots», що складається з двох кавер-версій: «Roots Over Roots» («Sepultura») і «Over» («Portishead»). До групи також приєднується ізраїльсько-британська співачка Йіфіт Зів («The Hazelnuts»/«האחיות לוז»). Гурт дає концерт в оновленому складі 20 грудня 2018 року в клубі «Левонтін 7» у Тель-Авіві.
У 2019 році до групи приєднується ізраїльський барабанщик Рой Хен («Megason», «Malox»). Гурт дає живий концерт у Москві в рамках культурно-освітнього проекту «Ешколот» за підтримки Посольства Ізраїлю у Росії. На концерті звучить новий матеріал гурту, включаючи кавер-версії «Little God in My Hands» (Swans) та «Guerrilla Radio» («Rage Against the Machine»), а також пісня «Журавлі та кораблі» у виконанні Анни Хвостенко. Крім концерту програма включає майстер-клас для дітей, а також участь дітей у виконанні пісень на сцені разом із групою.
У 2022 році виходить альбом «Live At Musrara Mix», записаний на фестивалі «Musrara Mix Fest 2020», а також два сингли «Bebe La Sangre» (2022) і «Sucky» (2022).
Гурт також бере участь у кіно та театральних постановках: у багатожанровому шоу Ор Марін «TOYZZZ» (2021) та у зйомках та презентації музичного фільму Роі Розена «Kafka for Kids» (2022). (Докладніше див. нижче Робота в театрі та кіно)

## Робота в театрі та кіно

### Музика до фільмів та театральних постановок
У 2003 році Ігор Крутоголов пише музику до анімаційного фільму «Wardrobe» японських режисерів Ямамото Хіромі та Такаюкі Івасава (також створює для фільму ляльку головного персонажу). У вересні 2004 року виходить саундтрек до фільму у вигляді сольного альбому «Wardrobe». Крім Крутоголова у запису альбому беруть участь Вадим Гусіс, Валерій Проков та Кондо Йошіакі.
Крутоголов пише музику до низки театральних постановок ізраїльських режисерів та хореографів:
- «Мігова деше» («З висоти трави») (2006) — міждисциплінарний проект хореографа Ірада Мацліаха (співавтор музики: Рой Ярконі))[76]
- «Меевер леям» («За морем») (2008) — за віршами Хаїма Бялика в постановці режисера Аліни Ешбаль[77]
- «Макс і Моріц» (2009) — наративний перформанс у виконанні ізраїльського артиста Зеєва Тене за повістю Вільгельма Буша Макс і Моріц[ru] в постановці режисера Ішая Карні Екхауза[78]
- «Халох вашув» («Туди-сюди») (2013) — за п'єсою Ганни Яблонської «Човняр» в адаптації режисера Саши Крейндліна[79][80]
- «Борот» («Ями») (2014) — авторська постановка режисера Аріеля Бронза та хореографа Марини Балтов[81]
- «Проект де ля Шмате: Ніцнуц» («Проект де ля Шмате: Іскра») (2017) — лялькова постановка режисера Шарон Сільвер-Марат у виконанні ізраїльських художників-лялькарів Анни Грінбенд та Ігора Цинового[82]

### Співпраця з Роі Розеном
Починаючи з 2010 року, Ігор Крутоголов тісно співпрацює з ізраїльсько-американським режисером, письменником та художником Роі Розеном. Перша співпраця відбулася у фільмі «Out» (2010), у фінальній сцені якого Крутоголов грає на пилі та виконує пісню на вірші Сергія Єсеніна «Лист матері» під акомпанемент Бориса Марциновського на акордеоні. Фільм «Out» стартував на 67-му Венеціанському фестивалі у 2010 році та виграв приз Orizzonti за найкращий короткометражний фільм. «Out» також був офіційно номінований на премію Європейської кіноакадемії за найкращий короткометражний фільм і отримав низку призів та згадок на інших кінофестивалях.
У циклі «The Buried Alive Videos» (2013) Крутоголов бере участь як актор, а також автор та виконавець музичних партій у двох епізодах: «Animation Chants for Commodities: Little Iron» та «Animation Chants for Commodities: A Hybrid». Фільм удостоєний особливої згадки на Римському кінофестивалі 2013 року у конкурсній програмі «Кіно XXI», а також виграв приз за найкращий фільм на Міжнародному фестивалі експериментального кіно в Бухаресті у 2014 році.
Ігор Крутоголов також пише музику до опери за книгою Роі Розена «Vladimir's Night» (2014). Уривки з опери були представлені публіці перед показом фільму «The Buried Alive Videos» у рамках 3-го фестивалю Берлінський документальний форум у Будинку культур світу в Берліні 1 червня 2014 року, а також перед показом фільму «The Buried Alive Videos» в Центрі Жоржа Помпіду в Парижі 29 червня 2018 року. Уривки з опери були представлені у живому виконанні ізраїльської оперної співачки Інбар Лівне Бар-Он та ізраїльського піаніста Уді Бонена.
У 2016 році Крутоголов пише музику до фільму-оперети Роі Розена «The Dust Channel». Прем'єра фільму відбулася на Міжнародному кінофестивалі у Марселі 2016 року. Фільм також був представлений на міжнародних кінофестивалях у Відні, Австрія («Viennale 2017»), Мадриді, Іспанія («FILMADRID 2017»), Сеулі, Південна Корея («Jeonju 2017») та Сіднеї, Австралія (2018).
У 2018 році Ігор Крутоголов бере участь у створенні фільму Роі Розена «Kafka for Kids». Крутоголов пише музику до фільму, а такох пропонує Розену задіяти іграшковий оркестр, що визначило напрямок візуального і звукового оформлення фільму. Музиканти гурту «Igor Krutogolov's Toy Orchestra» взяли участь у зйомках фільму у складі іграшкового оркестру. Ям Умі та Йіфіт Зів отримали додаткові ігрові ролі. Нариси фільму, включаючи три пісні в живому виконанні іграшкового оркестру «Igor Krutogolov's Toy Orchestra» з вокалісткою Йіфіт Зів, були представлені на арт-фестивалі Steirischer Herbst 22 вересня 2018 року в театрі Graz Orpheum у Граці, Австрія. Фільм «Kafka for Kids» (2022) стартував на Роттердамському кінофестивалі, Нідерланди (IFFR 2022), а також був представлений на міжнародних кінофестивалях у Марселі, Франція (FIDMarseille 2022), Курітібі, Бразилія («Olhar de Cinema 2022»), Лісабоні, Португалія (Doclisboa 2022), Відні, Австрія («Viennale 2022») та Копенгагені, Данія («CPH: DOX 2023»). На Міжнародному фестивалі документального кіно в Марселі («FIDMarseille 2022») фільм був удостоєний нагороди «Camargo Foundation» та головного призу фестивалю «Air France Panavision». Саундтрек до фільму було випущено на вінілі у 2022 році.

### Співпраця з Ор Марін
У 2021 році Ігор Крутоголов бере участь у створенні багатожанрового проекту «TOYZZZ» спільно з ізраїльською театральною групою під керівництвом Ор Марін та Орана Нахума. Початковим наміром автора проекту було використання існуючих пісень іграшкового оркестру, але в процесі Крутоголов написав ще 5 пісень для проекту і став співавтором постановки. Гурт «Igor Krutogolov's Toy Orchestra» взяв участь у проекті як музиканти та актори, що взаємодіють з танцюристами театральної трупи протягом шоу. Прем'єра шоу «TOYZZZ» відбулася у вересні 2021 року на  Міжнародному фестивалі альтернативного театру в Акко, Ізраїль, де постановка здобула кілька нагород: за найкращу театральну постановку, костюми, декорації, музичне оформлення та пластику, а також почесний приз за музичні досягнення (Ігорю Крутоголову, Ям Умі та гурту «Igor Krutogolov's Toy Orchestra»). Шоу «TOYZZZ» було показано на фестивалі 11 разів. Широкій публіці шоу було представлено в грудні 2021 року в Тель-Авіві в театрі «Тмуна» в Тель-Авіві, де музичний спектакль пройшов 7 разів.
У 2023 році Крутоголов пише музику до танцювального проекту хореографа Ор Марін «Loud and Clear». Презентація проекту відбулася 15 серпня 2023 року у «Деріда Денс Центрі» у Софії, Болгарія.

### У співавторстві з Леонідом Федоровим
У 2018 році у співавторстві з Леонідом Федоровим Ігор Крутоголов пише музику до кінотеатральних показів багатодисциплінарного кіно-арт-проекту Дау російського режисера Іллі Хржановського. Прем'єра проекту «Дау» відбулася з 25 січня до 17 лютого 2019 року в Парижі. Майданчиками проекту, запущеного за підтримки мерії Парижа, стали Театр Шатле, Театр де ля Віль та Національний центр мистецтва та культури Жоржа Помпіду. Крутоголов та Федоров написали для проекту близько 30 пісень. Пісня «Небо» неодноразово виконувалася на спільних концертах Крутоголова і Федорова і увійшла до сольного альбому Леоніда Федорова «Останній друг» (2021).
У 2021 році Крутоголов спільно з Леонідом Федоровим пише музику до проекту «Ашера» на поему ізраїльського поета та культуролога Михайла Короля «Пісні зрубаної Ашери». Крутоголов та Федоров пишуть музику у своїй традиційній манері, надаючи кожному треку неповторне звучання та стиль. Кожна пісня присвячена певному божеству угаритського пантеону. Пісні альбому мали стати основою для балету-перформансу під живе виконання музики, але через обмеження COVID-19 балетну постановку було переформатовано на кінопостановку на основі музичного альбому. Режисер і хореограф фільму — Анна Озерська. До акторського складу увійшли 12 акторів з різних країн, кожен з яких представляє певного бога. Прем'єрний показ фільму-балету «Ашера» відбувся 9 серпня 2023 року у Москві кінотеатрі Жовтень з наступним паблік-током з учасниками проекту.

## Дискографія

### Саундтреки до спектаклів та фільмів
- 2004 — Wardrobe (реж. Ямамото Хіромі та Такаюкі Івасава), CD
- 2006 — מגובה דשא (З висоти трави) (реж. Ірад Мацліах)
- 2008 — מעבר לים (За морем) (реж. Аліна Эшбаль)
- 2009 — מקס ומוריץ (Макс і Моріц) (реж. Ішай Карні Екхауз)
- 2010 — Out/Tse (реж. Роі Розен[en])
- 2013 — הלוך ושוב (Туди-сюди) (реж. Саша Крейндлін)
- 2013 — The Buried Alive Videos (реж. Роі Розен)
- 2014 — בורות (Ями) (реж. Аріель Бронз и Марина Балтов)
- 2014 — Vladimir's Night (реж. Роі Розен)
- 2016 — The Dust Channel (реж. Роі Розен)
- 2017 — פרויקט דה לה שמעטה: הנצנוץ (Проект де ля Шмате: Іскра) (реж. Шарон Сільвер-Марат)
- 2019 — Дау[ru] (реж. Ілля Хржановський)
- 2019 — Men are wild beasts, you are not like them (реж. Йєхонатан Левітас)
- 2021 — TOYZZZ (реж. Ор Марін)
- 2022 — Kafka For Kids (реж. Роі Розен), LP
- 2023 — Loud and Clear (реж. Ор Марін)
- 2023 — Ашера (реж. Анна Озерська), CD

### Сольні альбоми
- 2005 — Muzika Elektronika, CD
- 2006 — White, CD
- 2019 — 1970s Uzbek Electronic Music, аудиокасета

### Крузенштерн та пароплав[ru](KIP)
- 2003 — The Craft of the Primitive Klezmer, CD (перевидання 2007, CD)
- 2004 — Songs, CD
- 2004 — Live In Karaganda, CD
- 2006 — Kruzenshtern & Parohod / Vialka (спліт), CD (перевидання 2012, LP)
- 2008 — Melekh (спільно з «… и Друг Мой Грузовик»), CD
- 2010 — Love for Three Cockroaches (спільно з «Mitch & Mitch»), CD
- 2011 — Noize 2005, CD
- 2012 — Hidden Album, CD
- 2012 — La Roue (у складі «KIV Orchestra»), CD
- 2013 — Extension (у складі «KIV Orchestra»), CD
- 2013 — Whole (у складі «KIV Orchestra»), LP
- 2015 — Hidden Album Volume II (спільно з Юджином Робінсоном), LP
- 2016 — Hymns («KIP»), CD
- 2020 — Songs of Love («KIP»)

### Igor Krutogolov's Toy Orchestra (Igor Krutogolov's Karate Band)
- 2005 — Children 4 Music, CD
- 2014 — How to Be a Crocodile, CD
- 2017 — Roots Over Roots, 7"
- 2021 — Plays Ground Zero: Consume Red
- 2022 — Live At Musrara Mix, CD
- 2022 — Bebe La Sangre (сингл)
- 2022 — Sucky (сингл)

### Спільно зЛеонідом Федоровим(Федоров та Крузенштерн, Федоров та Крутоголов)
- 2013 — Быть везде[ru], CD, LP, DVD
- 2015 — Взрыв цветов, CD
- 2015 — В траве, LP
- 2018 — Постоянство веселья и грязи, CD
- 2019 — Гимн чуме, CD
- 2019 — Из неба и воды, CD, LP
- 2020 — Блэйк, CD
- 2021 — Ашера, CD

### Інші колаборації
- 2002 — Sculptor (у складі «Agnivolok»), LP, CD (2006)
- 2002 — Locust Wind (спільно з Вадимом Гусісом), CD
- 2003 — Geometry of Soul (спільно з Эріком Вудом і Вадимом Гусісом), CD
- 2003 — Ingathering of Exiles (спільно з Дэвідом Браунстедом і Вадимом Гусісом), CD
- 2005 — Frogs (спільно з Grundik+Slava[en]), CD
- 2006 — Cherries (у складі «Agnivolok»), CD
- 2006 — Festive Mood (спільно з Русланом Гроссом і Антоном Вайсом), CD
- 2008 — Live in the Head (спільно з Тацуєю Йосідою[en] і Асіфом Цахаром[en]), CD
- 2009 — Live at Levontin 07.04.2008 (спільно з «Grundik+Slava»), CD
- 2009 — Credo (у складі «Thunderwheel»), CD
- 2009 — Tfila Leyahid/תפילה ליחיד (спільно з Авівом Геджем), CD
- 2009 — Ancient Device (спільно з Кендзі Сіраторі), CD
- 2009 — Archaic Sky (спільно з Кендзі Сіраторі), CD
- 2010 — WHNZ:15:KATER/Dark Water (спільно з Кендзі Сіраторі), CD
- 2010 — Lumberjack Blues (у складі «Thunderwheel»), CD, LP
- 2010 — Hot Exhaust (спільно з Асіфом Цахаром и Хагаєм Ферштманом[de]), CD
- 2012 — Live at Levontin 7 (спільно з Даніелем Сарідом і Аріелем Армоні)
- 2013 — !הורה הסלמה (Хора Хаслама!) (у складі «Ха-Билуим»), CD
- 2013 — Dicunt (у складі «Psoy & Oy Division»), CD
- 2015 — HHHH № 2 ПППП (спільно з Псоєм Короленко[ru]), CD
- 2017 — Goy Hands(у складі «Psoy & The Israelifts»)
- 2017 — Equine Canine Soldier Whore (у складі «Psoy & The Israelifts»), CD
- 2020 — The Unternationale: The Fourth Unternational (спільно з Даніелем Ханом, Псоєм Короленко[ru] і «Oy Division»), CD
- 2020 — Quit Silence (спільно з Аріелем Шиболетом), CD
- 2020 — Cold Exhaust (спільно з Асіфом Цахаром и Хагаєм Ферштманом)
- 2020 — Opera of the Twelfth Hour (спільно з Ніком Судником[ru], «ЗГА»)

### На збірках
- 2002 — About A Man Falling Apart — V/A Tel Aviv Aftermath (сольний трек Igor18), CD
- 2002 — Make Law with — V/A Tel Aviv Aftermath (у складі «New Jerusalem Defense Force»), CD
- 2002 — The Golden Skull — V/A Tel Aviv Aftermath (у складі «Agnivolok»), CD
- 2002 — Live 23.10.2001 — V/A Tel Aviv Aftermath (у складі «The Crossfishes»), CD
- 2002 — Venus Flytrap — V/A Infernal Proteus (сольний трек Igor18), 4xCD
- 2003 — Tengri — V/A Tonal Destruction II (спільно з Вадимом Гусісом), 3xCD
- 2004 — Hunt For Butterflies — V/A Intercontinental Zvukoprocessing (сольний трек Igor18), 2xCD
- 2004 — -+ — V/A Intercontinental Zvukoprocessing (сольний трек Igor18), 2xCD
- 2006 — Untitled — V/A Noisemass 2005 (у складі «The Crossfishes»), CD
- 2006 — Gurtuk — for V/A Grannittin (сольный трек), CD
- 2018 — Весёлый Разговор — V/A Весёлый Разговор (спільно зі Светланою Бень[ru]), CD
- 2018 — Застольная — V/A Decalag: Ten Years Of Jetlag (спільно з Леонідом Федоровим), CD
- 2020 — #2 — V/A Milim Kashot. Vol. 2 (у складі «KIP»)